# Lipa (Raikküla)
Lipa – wieś w Estonii, prowincji Rapla, w gminie Raikküla.